# Indian Open
O Indian Open ou Aberto da Índia é um torneio profissional de snooker. O evento foi criado em 2013 e ocorre na Índia como parte do calendário do ranking mundial da categoria. O atual campeão do torneio é o inglês Matthew Selt.

## História
O evento foi introduzido na temporada 2013–14 e é o primeiro evento do ranking do snooker a ser realizado na Índia. O evento inaugural foi realizado entre 14 e 18 de outubro de 2013 no Le Meridian Hotel em Nova Déli. A Billiards and Snooker Federation of India (em tradução livre: Federação de Bilhar e Snooker da Índia) assinou um contrato de três anos para o torneio. Em agosto de 2014, foi anunciado que o evento seria realizado no Grand Hyatt em Mumbai. Em setembro de 2014, foi anunciado que o evento foi adiado devido às eleições estaduais em Maharashtra, estado cuja capital é Mumbai, e as datas originais de 13 a 17 de outubro de 2014 foram alteradas para 10 a 14 de março de 2015. A rodada de qualificação foi realizada no Barnsley Metrodome em Barnsley, na Inglaterra, nos dias 12 e 13 de fevereiro de 2015.
O Indian Open de 2013 foi vencido pelo chinês Ding Junhui. O título foi posteriormente para o galês Michael White em 2015, para os escoceses Anthony McGill e John Higgins em 2016 e 2017, respectivamente, e para o inglês Matthew Selt em 2019.
A World Snooker anunciou que o Indian Open de 2020, evento do ranking mundial da temporada de 2019–20, foi adiado. O torneio estava programada para acontecer de 24 a 28 de março de 2020. A organizadora do evento ainda busca uma cidade anfitriã adequada para o evento. O evento e as datas das rodadas de qualificação, que ocorreriam de 17 a 19 de fevereiro de 2020, foram removidos do calendário do ranking.

## Premiação
Atualmente, a premiação total do evento é 374 mil libras esterlinas, divididos da seguinte forma:
| Posição                                | Prêmio                    |
| -------------------------------------- | ------------------------- |
| Campeão                                | 050 000 libras esterlinas |
| Vice-campeão                           | 025 000 libras esterlinas |
| 3–4 (perdedores das semifinais)        | 015 000 libras esterlinas |
| 5–8 (perdedores das quartas de final)  | 010 000 libras esterlinas |
| 9–16 (perdedores das oitavas de final) | 006 000 libras esterlinas |
| 17–32 (últimos 32 colocados)           | 005 000 libras esterlinas |
| 33–64 (últimos 64 colocados)           | 003 000 libras esterlinas |
| Maior break                            | 005 000 libras esterlinas |
| Total                                  | 374 000 libras esterlinas |

## Edições
| Ano  | Campeão        | Vice-campeão   | Placar | Local          | Temporada | Ref.   |
| ---- | -------------- | -------------- | ------ | -------------- | --------- | ------ |
| 2013 | Ding Junhui    | Aditya Mehta   | 5–0    | Nova Déli      | 2013–14   | [ 7 ]  |
| 2015 | Michael White  | Ricky Walden   | 5–0    | Mumbai         | 2014–15   | [ 8 ]  |
| 2016 | Anthony McGill | Kyren Wilson   | 5–2    | Hyderabad      | 2016–17   | [ 9 ]  |
| 2017 | John Higgins   | Anthony McGill | 5–1    | Vishakhapatnam | 2017–18   | [ 10 ] |
| 2019 | Matthew Selt   | Lyu Haotian    | 5–3    | Cochim         | 2018–19   | [ 11 ] |

### Títulos por jogador
| Jogador        | Título(s) | Vice(s) | Ano(s) do(s) título(s) | Ano(s) do(s) vice(s) |
| -------------- | --------- | ------- | ---------------------- | -------------------- |
| Anthony McGill | 1         | 1       | 2016                   | 2017                 |
| Ding Junhui    | 1         | 0       | 2013                   |                      |
| Michael White  | 1         | 0       | 2015                   |                      |
| John Higgins   | 1         | 0       | 2017                   |                      |
| Matthew Selt   | 1         | 0       | 2019                   |                      |
| Aditya Mehta   | 0         | 1       |                        | 2013                 |
| Ricky Walden   | 0         | 1       |                        | 2015                 |
| Kyren Wilson   | 0         | 1       |                        | 2016                 |
| Lyu Haotian    | 0         | 1       |                        | 2019                 |

### Títulos por país
| País          | Título(s) | Vice(s) | Jogador(es) campeão(ões)     |
| ------------- | --------- | ------- | ---------------------------- |
| Escócia       | 2         | 1       | Anthony McGill, John Higgins |
| Inglaterra    | 1         | 2       | Matthew Selt                 |
| China         | 1         | 1       | Ding Junhui                  |
| País de Gales | 1         | 0       | Michael White                |
| Índia         | 0         | 1       |                              |